# Ascetophacus macclurei
Ascetophacus macclurei är en mångfotingart som beskrevs av Hoffman 1977. Ascetophacus macclurei ingår i släktet Ascetophacus och familjen Doratodesmidae. Inga underarter finns listade i Catalogue of Life.